# پارک سیمون بولیوار
پارک متروپولیتن سیمون بولیوار -که بیش‌تر با نام پارک سیمون بولیوار شناخته می‌شود- شامل فضای سبز، شهر بازی و مجموعه‌های ورزشی است که در مرکز شهر بوگوتا -پایتخت کلمبیا- واقع شده‌است. این پارک به نام آزادی‌خواه آمریکای لاتین -سیمون بولیوار- نام‌گذاری شده‌است. پارک سیمون بولیوار یکی از شلوغ‌ترین پارک‌های شهری در بوگوتاست.

## نگارخانه

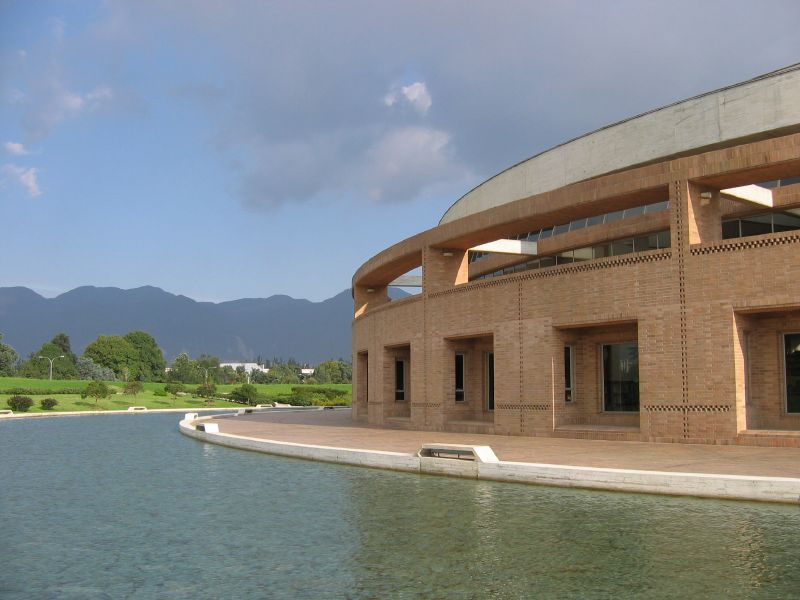
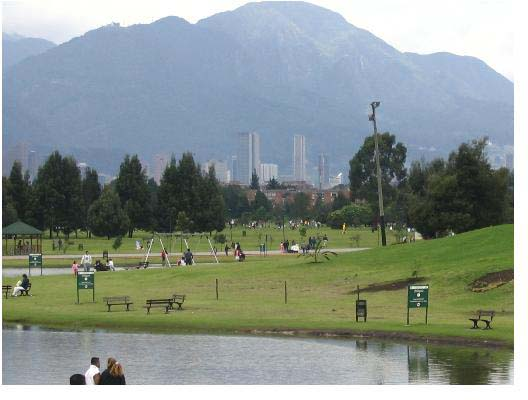
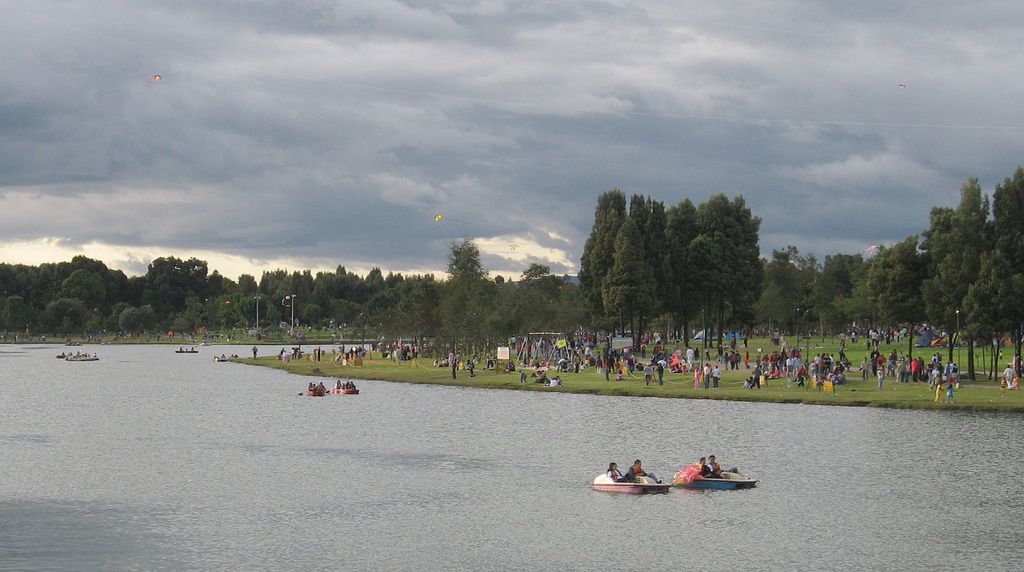
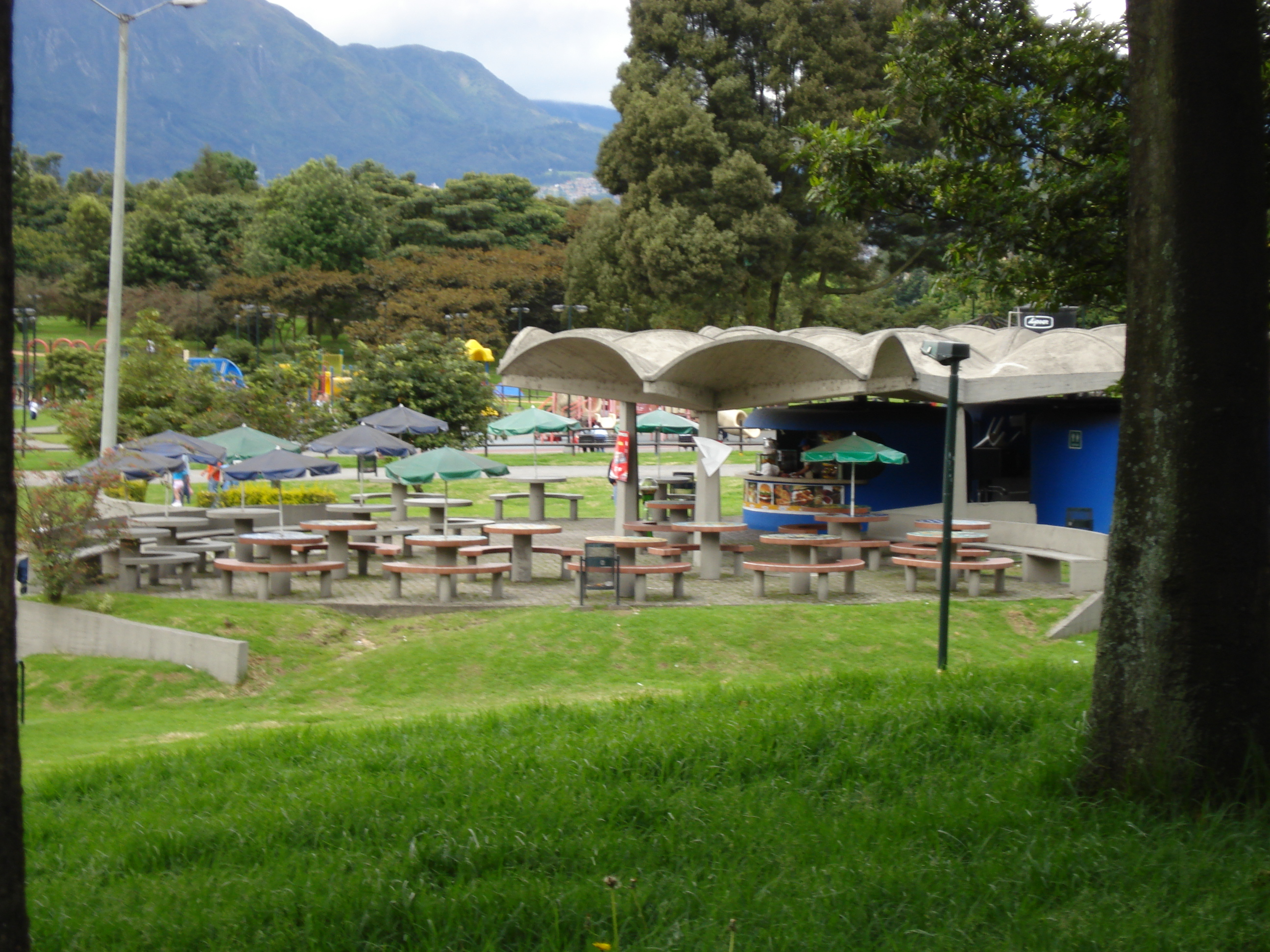
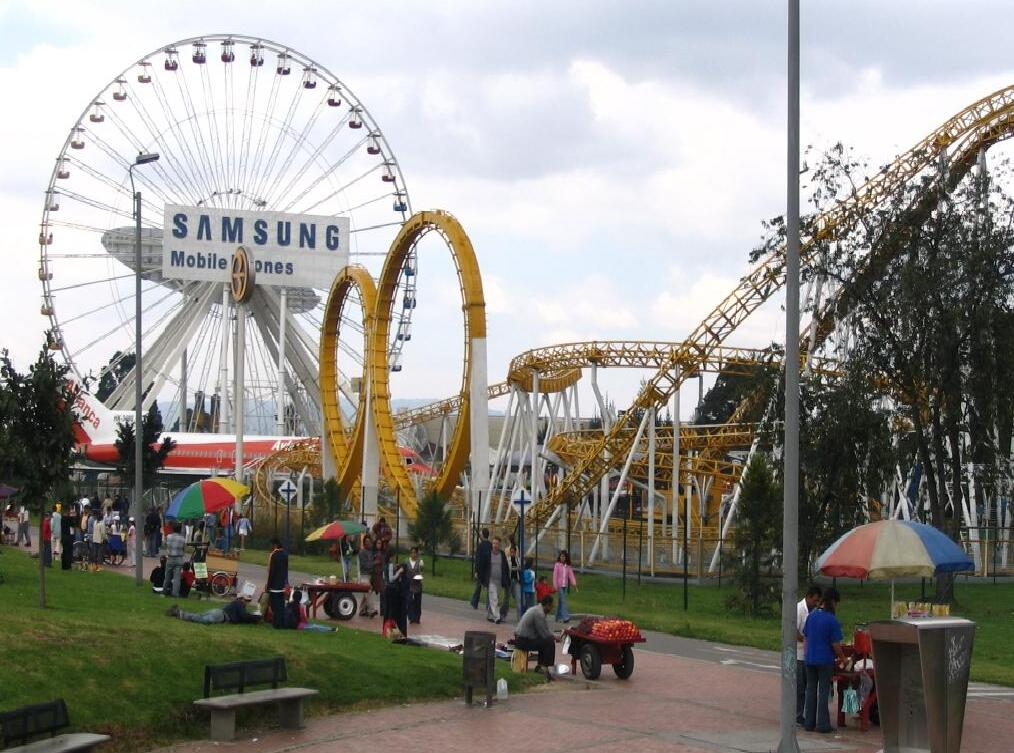
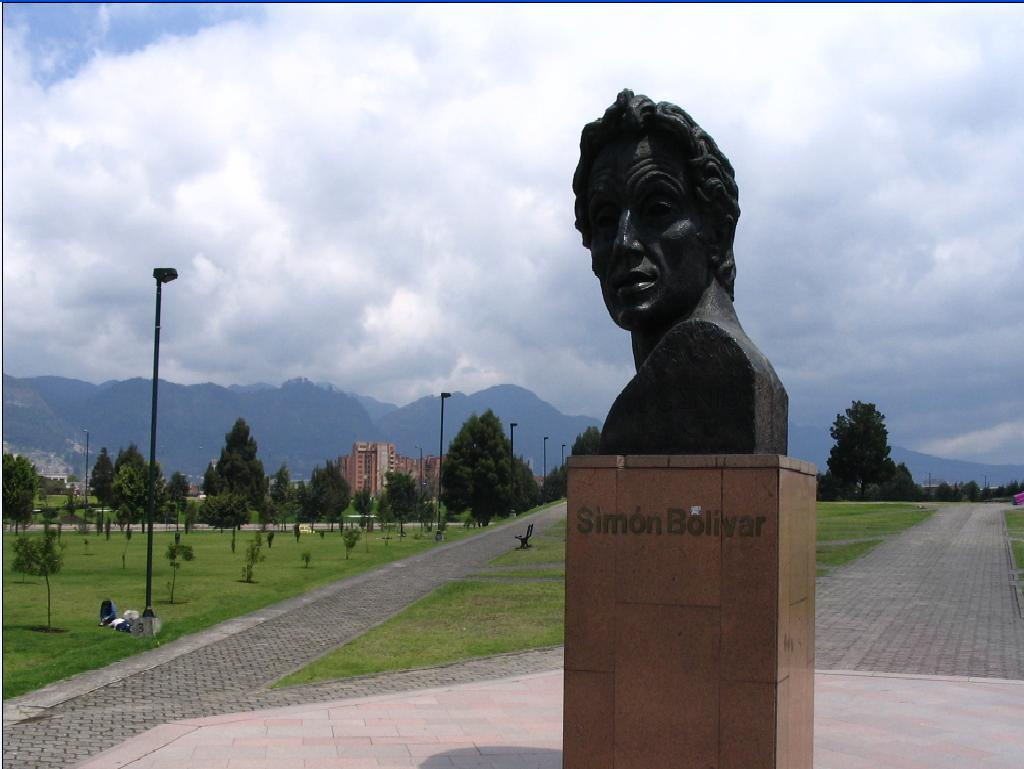
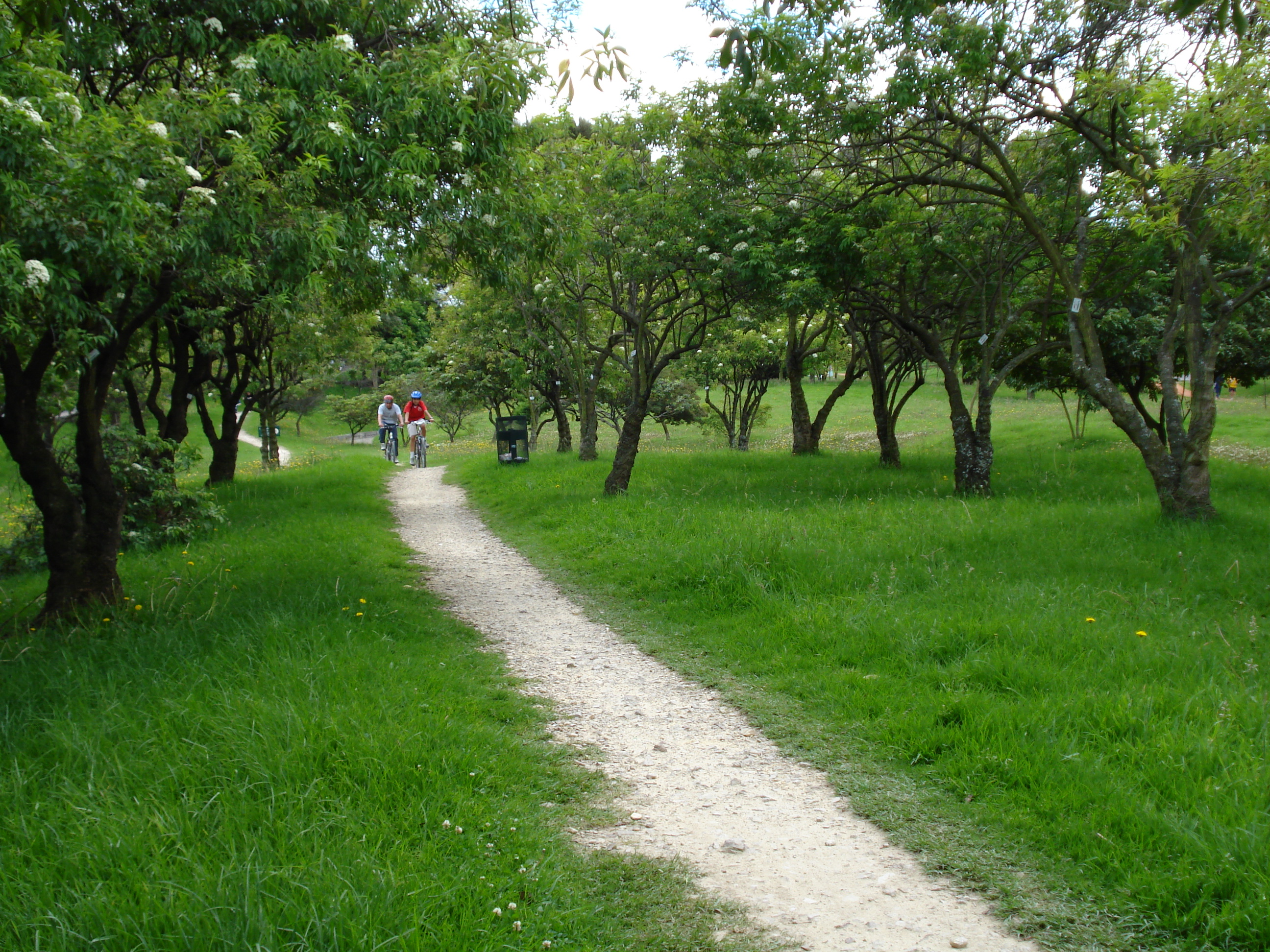
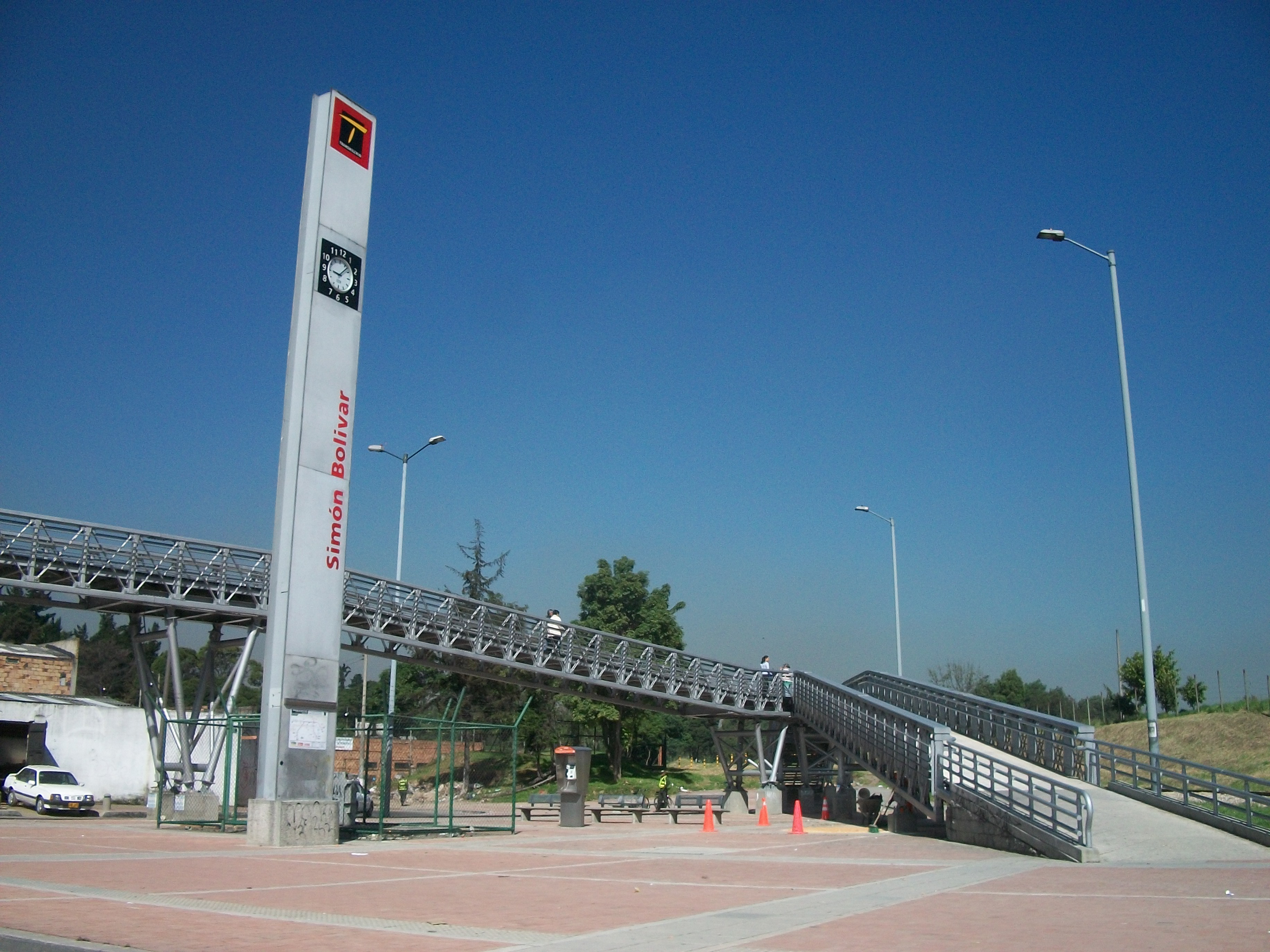